# 원더월 (영화)
《원더월》(Wonderwall)은 영국에서 제작된 조 마소 감독의 1968년 드라마 영화이다. 잭 맥고런 등이 주연으로 출연하였다.

## 출연

### 주연
- 잭 맥고런
- 제인 버킨
- 아이린 핸들
- 리처드 워티스

### 조연
- 레인 쿼리어
- 비트릭스 레만
- 브라이언 월쉬